# T2-Anschluss
Der T2-Anschluss ist ein gebräuchlicher Gewinde-Objektivanschluss für Kameras und andere optische Geräte. 1957 führte der japanische Objektivhersteller Tamron eine umfangreiche Serie von Wechselobjektiven für 35-mm-Kleinbildkameras ein, die alle einen T2-Anschluss hatten. Noch heute ist T2 der De-facto-Standard für den Anschluss von Kameras an Teleskope oder Mikroskope.
Der T2-Anschluss hat wie der M42-Anschluss einen Außengewindedurchmesser von 42 Millimeter. Die Gewindesteigung beträgt jedoch nur 0,75 Millimeter (Höhe pro Umdrehung) im Gegensatz zu 1 Millimeter beim M42-Anschluss. Das Auflagemaß ist auf 55 Millimeter festgelegt. Der T2-Standard ist eine rein mechanische Spezifikation. Wie elektrische oder weitere mechanische Elemente der Verbindung von Objektiv zu Kamera auszuführen sind, ist nicht festgelegt. Der größte Nachteil ist damit das Fehlen der Blendenübertragung vom Objektiv zur Kamera – Offenblendmessungen und Blenden- beziehungsweise Programmautomatiken ist mit T2 nicht möglich, wohl aber der Einsatz der Zeitautomatik, da diese ebenso wie die Wahl des Belichtungsindexes allein mit dem Kameragehäuse umgesetzt wird.
Beim ursprünglichen T-Anschluss befinden sich Außenanschluss und T-Innengewinde in einem Teil, sind gegeneinander also nicht drehbar. T2 ist eine Weiterentwicklung des T-Anschlusses, bei der sich das Innengewinde in einem getrennten Ring befindet, der gegenüber dem Außenring drehbar ist und in diesem – meistens mit Klemmschrauben – fixiert werden kann. Dies dient dazu, dass die Orientierung zum Beispiel von Objektiveinstellmarken angepasst werden kann, so dass die Beschriftung zum Benutzer zeigt.

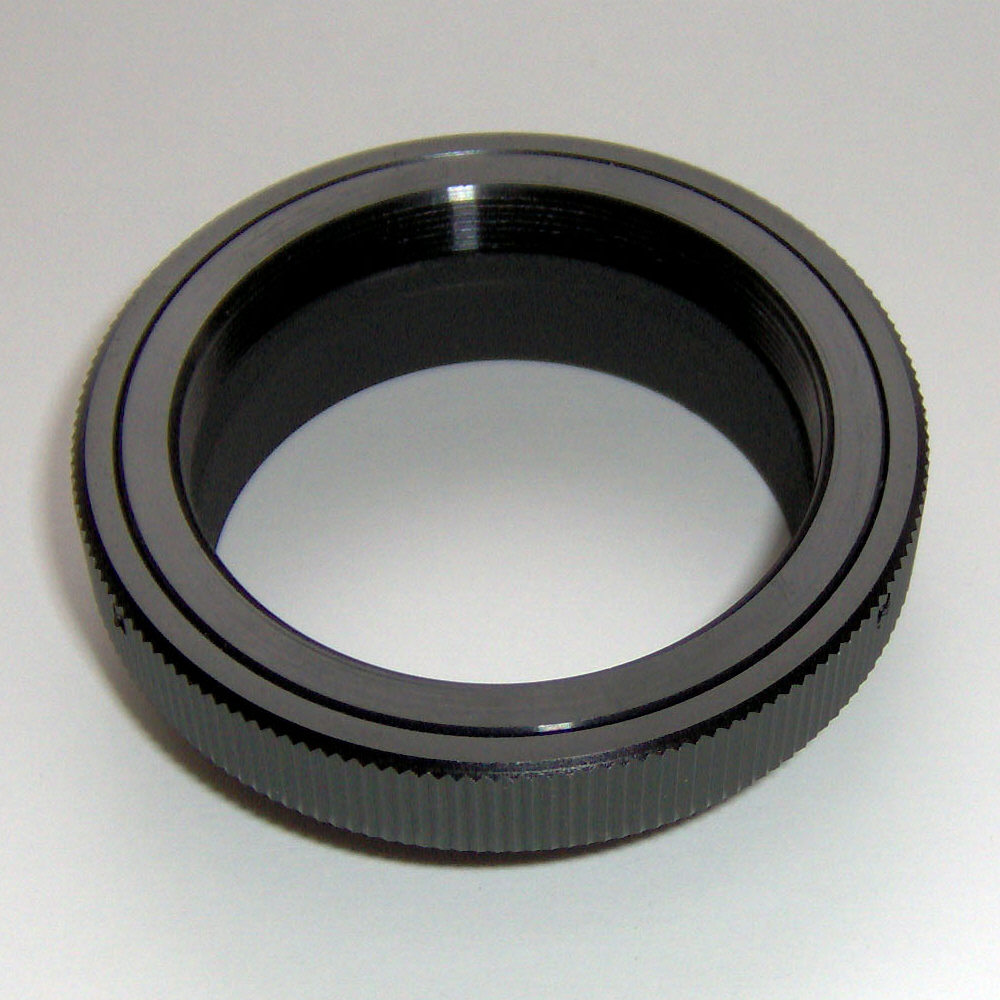
T-2-Adapter, hier für Kameras mit M42-Gewinde

Auch in digitalen Kamerasystemen mit entsprechend geringerem Auflagemaß (was für alle gängigen Systeme gegeben ist), können Objektive mit T2-Gewinde mit einem geeigneten Objektivadapter eingesetzt werden. Solche T2-Adapter, gelegentlich auch als T-Ring bezeichnet, dienen dazu, vorwiegend an Kleinbild-Spiegelreflexkameras diverse Objektive anzubringen, die einen T2-Anschluss besitzen. T2-Adapter sind für beinahe alle gängigen Spiegelreflexkameras mit Wechselobjektiv erhältlich. Der Außenanschluss entspricht dabei jeweils dem Kamerabajonett oder -gewinde.
In der Astrofotografie wird bei Okularprojektion oft ein Verlängerungsrohr mit T2-Anschluss (42 mm) verwendet, da dann Okulare mit 1,25 Zoll Steckmaß – ohne großes seitliches Spiel – in das Rohr passen. Mittels T-Adapter wird dann das Digitalkameragehäuse mit proprietärem Bajonettanschluss montiert.